# 蘇聯民航343號班機空難
蘇聯民航343號班機空難為一架伊爾-62在盧森堡-芬德爾國際機場降落時墜毀的事故，發生於1982年9月29日，該機當時正執行由莫斯科經盧森堡、哈瓦那飛往利馬的SU343號班機。這起空難造成7人死亡。

## 失事客機
失事客機為一架1977年4月出廠的伊爾-62，事發前已累計飛行10325小時。

## 事故經過
SU343號班機由莫斯科出發，前往盧森堡、哈瓦那和利馬，在第一段航行期間並無異常。飛機在準備向盧森堡機場的06跑道進場時，於跑道上空5米打開1、4號發動機的推力反向器，但1號引擎的推力反向器未能打開，飛機向右偏航，5秒之後以265km/h的速度觸地，擾流板打開，1、4號發動機的推力分別提升至86%和80%。但不久之後，飛機即在距跑道入口1300米處向右偏離跑道，隨即撞上一座1.3米高的泵站，衝出機場護欄，於20時23分在一片低樹叢中衝進溝渠，隨即起火。6名乘客在撤離時遇難，另有1名乘客因傷勢過重在醫院死亡。

## 事發原因
空難發生的原因是1號引擎的推力反向器控制系統故障，且因迅速發生令機組人員意識不及，從而使飛機失控。